# 渤海之眼
渤海之眼是当今世界上最高的无轴式摩天轮，位于山东省潍坊市滨海技术开发区的白浪河大桥上。

## 设计
渤海之眼摩天轮有36个悬挂式观景舱，每个观景舱可以乘坐10人，绕完一周游程为30分钟，游客乘坐摩天轮到达145米最高点时，可以俯瞰方圆45公里的范围。
2018年9月4日，吉尼斯世界纪录官方机构委托第三方专业测绘公司，对渤海之眼摩天轮进行现场测绘，结果显示渤海之眼摩天轮总高度为145.0176米，轮盘外径124.9697米。